# Baniyani
Baniyani (nep. बनियानी) – gaun wikas samiti we wschodniej części Nepalu w strefie Meći w dystrykcie Jhapa. Według nepalskiego spisu powszechnego z 2001 roku liczył on 414 gospodarstw domowych i 2005 mieszkańców (1053 kobiet i 952 mężczyzn).